# Miguel Álvarez del Toro
Miguel Álvarez del Toro (Colima, Colima, 23 de agosto de 1917-2 de agosto de 1996, Tuxtla Gutiérrez, Chiapas). Científico mexicano catalogado por la comunidad internacional como el último naturalista del siglo XX, reconocido por su destacada labor en el campo de la zoología y la conservación de la naturaleza.
Su interés por la naturaleza, en particular la del trópico, lo llevó a aceptar una oferta de trabajo en el estado de Chiapas, en donde se quedó para siempre, realizando una labor que se ha convertido en una referencia obligada tanto para biólogos como conservacionistas.
Álvarez del Toro fue autodidacta. Nunca asistió a una universidad, pero pocos naturalistas han alcanzado-por experiencia directa-el nivel de erudición que él logró tanto en grupos animales y vegetales. Muchas de sus observaciones, siguen siendo la única información disponible en la historia natural de ciertas especies.

## Carrera
Miguel Álvarez del Toro nació en el estado de Colima, en el centro occidental de México. Pasó su niñez observando y colectando animales en esa región tropical. Cuando tenía 15 años, él y su familia se trasladaron a Ciudad de México donde terminó su educación secundaria.  Con una sólida formación autodidacta, poco después empezó a trabajar como zoólogo independiente.  
En 1938 colaboró como colector científico de la Academia de Ciencias Naturales de Filadelfia. Un año después -y hasta 1942- trabajó como técnico taxidermista del Museo de la flora y fauna del Departamento Autónomo Forestal y de Caza y Pesca en la Ciudad de México. Museo del que también fue subdirector.
En 1942, respondiendo a una convocatoria emitida por el Dr. Rafael Pascacio Gamboa, entonces gobernador del estado Chiapas, Álvarez del Toro viajó a Tuxtla Gutiérrez en donde ocupó el cargo de taxidermista y zoólogo general en el recién creado Departamento de Viveros tropicales y Museo de Historia Natural, ahí, colaboró con el profesor Eliseo Palacios Aguilera, director del mismo.
Dos años después de su llegada a Chiapas, y a raíz del prematuro fallecimiento del profesor Palacios Aguilera, en 1944, Álvarez del Toro ocupó ese cargo, y lo hizo de manera continua por más de 50 años. Bajo su conducción el Departamento se convirtió en el Instituto de Historia Natural.
En ese mismo año (1944), Álvarez del Toro diseña y construye el primer zoológico regional del Estado; posteriormente, en 1949, el zoológico se traslada a terrenos más adecuados en el Parque Madero al oriente de la ciudad, instalando también un Museo de Historia Natural. En 1979 la revista Animal Kingdom señaló al ZOOMAT como el mejor zoológico de Latinoamérica, entre otras cosas, por el diseño de sus encierros, los que hasta la fecha, procuran ser similares a un hábitat natural. Otra característica importante que le valió esa nominación es el tipo de fauna que exhibe, pues Álvarez del Toro siempre consideró de mayor trascendencia exhibir sólo fauna regional, ayudando así a difundir el conocimiento y aprecio por la biodiversidad de Chiapas. 
Entre 1979 y 1980 diseña y coordina la construcción del actual zoológico en la reserva ecológica El Zapotal. En reconocimiento a su labor, el Gobierno del Estado de Chiapas acordó en 1980 que el Zoológico se llamara ‘Zoológico Regional Miguel Álvarez del Toro’ (ahora conocido, por sus siglas, como ZOOMAT).  
Bajo su conducción, el zoológico tuvo logros tan importantes como la primera reproducción en cautiverio -a nivel mundial- del cocodrilo de pantano (Crocodylus moreletti) en 1969. A nivel nacional, por primera vez, del caimán (Caiman crocodilus) en 1966, y cocodrilo de río (Crocodylus acutus) en 1993; del tapir centroamericano (Tapirus bairdii), grisón (Galictis vittata), viejo de monte (Eira barbara), así como el récord de longevidad del águila arpía (Harpia harpyja) (47 años).

## Libros Publicados
Fue autor de siete libros y coautor de dos más. Su obra es de lectura obligada para todo investigador que pretenda estudiar la biodiversidad chiapaneca. Sus obras principales son trabajos clásicos en las bibliotecas especializadas: 
- Los animales silvestres de Chiapas. Ed. 1952
- Los reptiles de Chiapas. 1.ª Ed. 1960, 2.ª Ed. 1982
- Las aves de Chiapas. Ed. 1971
- Los crocodylia de México. Ed. 1974
- Los mamíferos de Chiapas. 1.ª Ed. 1977, 2.ª Ed. 1991
- ¡Así era Chiapas! 1.ª Ed. 1985, 2.ª Ed. 1990
- Las arañas de Chiapas. Ed. 1992
- Chiapas y su biodiversidad. Ed. 1993
- Comitán, la puerta del sur. Ed. 1994

## Sociedades científicas a las que perteneció
- Sociedad Mexicana de Historia Natural:  Socio Numerario (1939)
- American Ornithologists’ Union: Fellow (1947).
- Cooper Ornithological Society: Elective Member (1948).
- Herpetologists’ League: Fellow (1949).
- Turtle and Tortoise Internacional Society: Miembro Numerario (1969).
- International Cocodrilian Society: Miembro Numerario (1971).
- Miembro de Species Survival Comission of International Union for the Conservation of Nature (IUCN), Sección Primates.
- Miembro de Species Survival Comission of International Union for the Conservation of Nature, Sección Aves Rapaces.
- Miembro Honorario de la Sociedad Mexicana de Ornitología.
- Miembro Honorario de la Sociedad Mexicana de Zoología.

## Descripción de nuevas especies y subespecies de reptiles
- Abronia lythrochila
- Anolis parvicirculatus
- Anolis pygmaeus
- Anolis rodriguezi microlepis
- Anolis tyopidonotus spilochipsis
- Lepidophyma lipetzi

## Reconocimientos, méritos y premios
- 1951     Segundo lugar del ‘Premio Chiapas’. Gobierno del Estado de Chiapas.

- 1952    ‘Premio Chiapas’. Gobierno del Estado, por su contribución al conocimiento de los animales silvestres de Chiapas.
- 1976     Candidato al Premio Nacional de Ciencias.
- 1976     Medalla ‘José Emilio Grajales’. Colonia Chiapaneca en México, D.F.
- 1977     Diploma de Reconocimiento. Sociedad Mexicana de Ornitología
- 1977     Diploma de Reconocimiento. Colegio Médico de Tuxtla, A.C.
- 1977     Diploma de Reconocimiento. 1.ºCongreso Nacional de Zoología. Chapingo, Edo. de México.
- 1978     Diploma de Reconocimiento. III Simposio Nacional de Ornitología. Jalapa, Veracruz.
- 1979     Diploma de Reconocimiento. The American Association of Zoological Parks and Aquariums (AZPA). San Luis, Misuri, EEUU, por su trabajo en la conservación de los cocodrilos.
- 1981     Condecoración otorgada por el Primer Congreso Sobre Crácidas. Jalapa, Veracruz.
- 1982     Diploma de Reconocimiento. VI Congreso Nacional de Zoología. Mazatlán, Sinaloa.
- 1984     Candidato al Premio ‘Paul Getty’ al Mérito Conservacionista. World Wildlife  Fund.
- 1984      Candidato a la Medalla ‘Alfonso L. Herrera’ al Mérito en Ecología y Conservación. Instituto Mexicano de Recursos Naturales Renovables (IMERNAR).
- 1985     Medalla ‘Alfonso L. Herrera’ al Mérito en Ecología y Conservación. IMERNAR y la Federación Ecologista Mexicana.
- 1987    Designado ‘Miembro Honorario’ de la Sociedad Mexicana de Zoología. IX Congreso Nacional de Zoología.Villahermosa, Tabasco.
- 1988     Reconocimiento del Gobierno del Estado de Chiapas por su actividad como Miembro del Ateneo de Ciencias y Artes de Chiapas en los años 1950-57.
- 1988     Medalla al Mérito Universitario “General Lázaro Cárdenas del Río”. Universidad de Colima.
- 1988     Reconocimiento al Mérito Ecológico y la Conservación’. Sociedad Zoológica de Chicago, Illinois, EE. UU.
- 1989     Premio ‘Paul Getty’ para la Conservación de la Naturaleza. World Wildlife Fund. EE. UU.
- 1991     Reconocimiento de la Agrupación ‘Sierra Madre’ por su trayectoria conservacionista.
- 1992    Seleccionado por el Programa de las Naciones Unidas para el Medio Ambiente (UNEP) para formar parte de
- The Roll of Honour for Environmental Achievement, integrado por 500 personas y organizaciones del mundo destacadas por su trabajo en favor de la protección del ambiente y la conservación. Constancias entregadas el Día del Medio Ambiente en la reunión Global-500, en Brasil.
- 1992    Diploma de Reconocimiento por sus 50 años de trabajo, entrega y estudio continuos, dedicados a la protección de las selvas y fauna de Chiapas. Gobierno del Estado.
- 1992    Doctorado honoris causa otorgado por el Colegio de Postgraduados de Chapingo. Montecillo, Estado de México.
- 1993     Doctorado honoris causa otorgado por la Universidad Autónoma de Chiapas
- 1993    Mención Honorífica del Premio Nacional al Mérito Ecológico. Secretaría de Ecología y Desarrollo Social (SEDESOL).
- 1993    Premio al Mérito Nacional Forestal y de Vida Silvestre. Secretaría de Agricultura y Recursos Hidráulicos (SARH).
- 1993     Galardón ‘Selva Lacandona’. Asociación Nacional de Periodistas, A.C.
- 1994    Premio Nacional al Mérito Ecológico. Secretaría de Ecología y Desarrollo Social.
- 1994    Diploma de reconocimiento por su labor de apoyo a la conservación del medio ambiente. Gobierno del Estado y la Secretaría de Pesca de Veracruz.
- 1995    Reconocimiento por su distinguida trayectoria científica. Desarrollo Integral de la Familia (DIF), Universidad de Ciencias y Artes de Chiapas, y Centro Estatal Contra las Adicciones (CECA). Estado de Chiapas.
- 1995    Reconocimiento por su trayectoria. Asociación de Biólogos del Sureste (BIOSUR), y la Secretaría de Ecología, Recursos Naturales y Pesca del Gobierno del Estado de Chiapas.
- 2007   Premio Anual a la Conservación “Marco Antonio Pastrana de la Portilla”, (otorgado post mortem) por el Consejo Nacional de la Fauna.

## Especies y subespecies dedicadas a su nombre
- 1956     Heloderma horridum alvarezi -  por Martín del Campo y C.M. Bogert.
- 1958      Pulex alvarezi - por A. Barrera.
- 1975      Piranga bidentata alvarezi - por A.R. Phillips.
- 1975      Lepidophima alvarezi - por H.M. Smith.
- 1984      Dismorphia crisia alvarezi - por   J. y R. de la Maza.
- 1985      Diaethria mixteca alvarezi - por J.  y R. de la Maza.
- 1985      Troglopedetes toroi - por Jorge G. Palacios-Vargas.
- 1987      Nototriton alvarezdeltoroi - por T. J. Papenfuss y D.B. Wake.
- 1990      Coniophanes alvarezi -  por   J. A. Campbell.
- 1996      Anolis alvarezdeltoroi - por A. Nieto Montes de Oca.
- 1996      Ceratozamia alvarezii - por M. Pérez-Farrera, A. P. Bovides y C. Iglesias.
- 2001     Epidendrum alvarezdeltoroi  Hagsater  -por E. Hágsater.
- 2006     Phyllophaga alvareztoroi - por M. A. Morón y M. Blas.
- 2006     Plectropsyche alvarezi - por W. Wichard, M.M. Solórzano Kraemer, & C. Luer.
- 2009    Modisimus deltoroi   -por A.Valdez-Mondragón y O. F. Francke.

## Algunas distinciones especiales
- 1963    Invitado a la 73.ª Reunión Internacional de la American Ornithologists’ Union, en Boston, Mass., EE. UU.
- 1963    Invitado a la Primera Convención Nacional de Caza. México, D.F. Nombrado Asesor Técnico de la misma.
- 1967    Invitado a la Convención Internacional de Parques Zoológicos, México D.F.
- 1971    Invitado a la 37th North American Game & Wildlife Conference, celebrada en México, D.F.
- 1974    Invitado al VI Congreso Latinoamericano de Zoología, celebrado en  México, D.F.
- 1974    Invitado a la XVIII Serie de Mesas Redondas, organizada por el Instituto Mexicano de Recursos Naturales Renovables (IMERNAR) en San Cristóbal de Las Casas  Chiapas.
- 1977    La Universidad Nacional Autónoma de México (UNAM) inauguró el ‘Laboratorio de Fauna Silvestre  Prof. Miguel Álvarez del Toro’ en la Facultad de Ciencias.
- 1980    En reconocimiento a su labor, el Gobierno del Estado de Chiapas acordó que el Zoológico del Instituto de Historia Natural se llamara ‘Zoológico Regional Miguel Álvarez del Toro’  (ahora conocido, por sus siglas, como ZOOMAT).
- 1987    Homenajeado en el congreso Internacional de Herpetología realizado en la Ciudad de Veracruz.
- 1991    Invitado como uno de los cuarenta participantes en el "Encuentro Internacional  Hacia el fin del Milenio", organizado por el Grupo de los Cien, efectuado en Morelia, Michoacán.

## Distinciones Diversas
- 1955     Huésped del Departamento de Estado de EE. UU., para visitar Universidades, Museos y parques Zoológicos.
- 1959     Miembro Electo del Comité para el Centro de Estudios Tropicales, dependiente de la Universidad de Míchigan, EEUU, programado para el Estado de Chiapas.
- 1964     Seleccionado para la publicación ‘Who’s Who in Mexico’.
- 1968    ‘Persona distinguida de América’, designado por la publicación Community Leaders of America.

- 1968     Invitado Especial del Consejo Consultivo de la Sociedad para la Educación Zoológica. Houston, Texas, EEUU.
- 1968     Investigador Principal del proyecto ‘Reproducción Controlada del Cocodrilo de Pantano’ designado por el World Wildlife Fund, Suiza, y el Instituto Mexicano de Recursos Natural Renovables (IMERNAR).
- 1972     Miembro del Comité para la Conservación de las Aves, designado por la American Ornithologists’  Union.
- 1972    Colaborador-Investigador de campo, nombrado por la Universidad de Cornell, Ithaca,  New York, EE. UU.
- 1975      Miembro del consejo técnico del Centro de Investigaciones Ecológicas del Sureste, San Cristóbal, L.C., Chiapas.
- 1977      Miembro Honorario de la Sociedad Mexicana de Ornitología, A.C. México.
- 1977      Diploma de Reconocimiento. 1.er Congreso Nacional de Zoología. Chapingo, Edo. de México.
- 1977      Miembro Honorario de la Asociación para la Investigación y Protección de las Aves de Presa e Instituto de Falconología, A.C. México.
- 1981      Presidente del Consejo consultivo de la Secretaría de Agricultura y Recursos Hidráulicos para la Fauna Silvestre.
- 1982      Miembro del Consejo Técnico para la Conservación de la reserva ‘Montes Azules’, Chiapas.
- 1987      Diploma de Reconocimiento. Médicos Mexicanos Para la Prevención de la Guerra Nuclear, A.C., Capítulo Chiapas, y la Universidad Autónoma de Chiapas.
- 1990      Nombrado Presidente Honorario Vitalicio de la Sociedad de Historia Natural ‘Soconusco, A.C.’. Tapachula, Chiapas.
- 1992      Diploma de reconocimiento a su trabajo científico y a su calidad humana. Conmemoración de los 50 años del Instituto de Historia Natural y del propio Dr. Álvarez del Toro como su Director. Personal de la institución.
- 1994      Presidente del Consejo Técnico para la Conservación de la Reserva de la Biosfera ‘El Triunfo’, Chiapas.

## Asesorías
- 1974      Asesor Principal del Grupo FAUNAM, Facultad de Ciencias, UNAM, México, D. F.
- 1975      Asesor del laboratorio de Investigación Herpetológica, Facultad de Ciencias, UNAM.
- 1982      Asesor de la Delegación de Pesca para la construcción de criaderos de cocodrilos, México.
- 1983      Asesor y Miembro del Comité de Carrera. Facultad de Biología. Instituto de Ciencias y Artes de Chiapas.
- 1984      Asesor del Zoológico ‘Gladys Porter Zoo’ de Brownsville, Texas. EEUU.
- 1984      Asesor del proyecto ‘Empresa para la Reproducción de Flora y Fauna’ del Gobierno de Cuba.
- 1984     Asesor de la Subsecretaría de Ecología (Secretaría de Ecología, Desarrollo Urbano y Ecología) en la elaboración de una propuesta legislativa relativa a Fauna y Flora silvestres. México.

Asesor Técnico de innumerables dependencias gubernamentales, organizaciones no gubernamentales, centros de investigación, zoológicos, universidades y centros de crianza de fauna silvestre. Asesor frecuente de diversos trabajos de tesis profesionales y proyectos de investigación con temas relativos a Biología, Veterinaria y recursos naturales en general. 

## Artículos publicados
- 1948     POLYGAMY AT GROOVE-BILLED ANI NEST. The Auk, Vol.65 (3): 449-450.
- 1948     THE WHITE PELICAN IN THE INTERIOR OF CHIAPAS, MEXICO. The Auk, Vol.65 (3): 457-458.
- 1949     STRIPED HORNED OWL IN SOUTHERN MEXICO.The Condor, Vol. 51 (5):232.
- 1949     A GUERRERO WHIP-POOR-WILL IMPALED BY AN INSECT. The condor, Vol. 51 (6) : 272.
- 1950     A SUMMER TANAGER, Piranga rubra, ANNHILATES A WASP NEST. The Auk, Vol. 67 (3): 397.
- 1950     THE ENGLISH SPARROW IN CHIAPAS. The Condor, Vol. 52 (4): 166.
- 1952     CONTRIBUCIÓN A LA OOLOGÍA Y NIDOLOGÍA DE LAS AVES CHIAPANECAS.Revista Ateneo, Estado de Chiapas.  4: 11-22.
- 1952     NEW RECORDS OF BIRDS FROM CHIAPAS, MEXICO. The condor, Vol. 54 (2): 112-114.
- 1954     NOTES ON THE OCURRENSE OF BIRDS IN CHIAPAS, MEXICO. The Condor, Vol. 56 (6): 365.
- 1955     FRIGATE BIRDS CROSSING THE ISTHMUS OF TEHUANTEPEC The Condor, Vol. 57 (1): 62.
- 1955      THE RUFESCENT MOURNER IN CHIAPAS, MEXICO. The Condor, Vol. 58 (2): 370-371.
- 1956      A HYBRID JAY FROM CHIAPAS, MEXICO. The Condor, Vol. 58 (2): 98-106, con F.A. Pitelka y R.K. Selander.
- 1956      NOTULAE HERPETOLOGICAE CHIAPASEAE I. Herpetologica, 12 (1): 3-17, con H. Smith.
- 1957      BLUE AND WHITE SWALLOW IN MEXICO. The Condor, 59: 268, con R.A. Paynter, Jr.
- 1958      LISTA DE LAS ESPECIES DE AVES QUE HABITAN EN CHIAPAS. ENDÉMICAS, EMIGRANTES Y DE PASO. Revista de la Sociedad Mexicana de Historia Natural, 19 (1-4): 73-113.
- 1958      NOTULAE HERPETOLOGICAE CHIAPASEAE II. Herpetologica, 14 (1): 15-17, con H. Smith.
- 1959      REPTILES VENENOSOS DE CHIAPAS (FALSOS Y VERDADEROS). Revista ICACH (Instituto de Ciencias y Artes de Chiapas), Primera Época, 2: 10-22.
- 1959      ACUARIOS, TERRARIOS Y MUSEOS ESCOLARES. Revista ICACH, Primera Época, 3 : 42-68.
- 1960      EL CAÑÓN DEL SUMIDERO.  IMPONENTE MARAVILLA NATURAL. Revista México Forestal, 34 (2): 22-24.
- 1961      NOTAS ZOOGEOGRÁFICAS DE CHIAPAS. VII Mesa Redonda, Sociedad Mexicana de Antropología. 21-37
- 1962      NOTULAE   HERPETOLOGICAE CHIAPASEAE III. Herpetologica, 18 (2): 101-107, con H. Smith.
- 1963      MISCELÁNEA ORNITOLÓGICA. Revista ICACH, Primera Época, 10 :5-13.
- 1963       NOTULAE HERPETOLOGICAE CHIAPASEAE IV. Herpetologica, 19 (2): 100-105, con H. Smith.
- 1964      LA CRÍTICA SITUACIÓN DE LA FAUNA SILVESTRE DEL PAÍS. Memoria de la 1.ª Convención Nacional de Caza. 45-51.
- 1965      THE NESTING OF THE BELTED FLYCATCHER. The Condor, 67 (4): 339-343.
- 1965      LAS AVES Y SUS RELACIONES CON EL HOMBRE. Revista ICACH, Primera Época, 15: 143-151.
- 1965      NOTAS SOBRE EL PAPAMOSCAS FAJADO.  Revista ICACH, Primera Época, 15: 153-156.
- 1966      ALGUNAS AVES DE LAS CERCANÍAS DE TUXTLA GUTIÉRREZ (Ictéridas, Traúpidas y Fringílidas). Revista ICACH, Primera Época, 16/17: 57-86.
- 1966      A NOTE ON THE BREEDING OF BAIRD’S TAPIR (Tapirus bairdii), AT TUXTLA GUTIÉRREZ ZOO. International Zoo Yearbook ,  6: 196-197.
- 1967       A NOTE ON THE BREEDING OF THE MEXICAN TREE PORCUPINE (Coendou mexicanus), AT TUXTLA GUTIÉRREZ ZOO.  International Zoo Yearbook,  7: 118.
- 1968      AVES NOTABLES DE CHIAPAS Y SU CONSERVACIÓN. Las aves de México, IMERNAR, 27 -34.
- 1969      BREEDING THE SPECTACLED CAIMAN (Caiman crocodylus), AT TUXTLA GUTIERREZ ZOO. International Zoo Yearbook, 9: 35-36.
- 1970       NOTAS PARA LA BIOLOGÍA DEL PÁJARO CANTIL (Heliornis fulica). Revista ICACH, Segunda Época, 1: 7-13.
- 1970       RELACIÓN DE LAS AVES DE CHIAPAS. Revista Chiapas y sus Bosques. 10 Capítulos.1970-1971.
- 1971       EL BIEMPARADO O PÁJARO ESTACA (Nyctibius griseus mexicanus Nelson Revista ICACH, Segunda Época, 2/3: 7-13.
- 1971      CENTRO DE REPOBLACIÓN DEL COCODRILO DE PANTANO (Cocodrylus moreletii). Revista ICACH, Segunda Época, 2/3: 15-17.
- 1971      ON THE BIOLOGY OF THE AMERICAN FINFOOT IN SOUTHERN MEXICO. The Living Bird, Cornell Laboratory of Ornithology. 79-88.
- 1972      EL ÚLTIMO TURQUITO. Revista ICACH, segunda Época, 5/6: 19-23.
- 1972      TRABAJOS PARA LA PROTECCIÓN DE LOS COCODRILIANOS EN CHIAPAS. Aspectos Internacionales de los Recursos Renovables de México. IMERNAR. 87-95.
- 1972      THE WWF PROJECT ON CROCODILES IN CHIAPAS. 37th North American Wildlife Conference.  Wildlife Management Institute.  81-86.
- 1973      KROKODILE VOM AUSSTERBEN BEDROHT!  UMSCHAU, 73 (20): 629-630.
- 1973      CONSTRUCCIÓN Y MANTENIMIENTO DE UN ACUARIO ESCOLAR. Secretaría de Educación Pública, Estado Chiapas.  20 pp.
- 1973      CÓMO HACER UNA COLECCIÓN DE INSECTOS. Dirección General de Educación Pública. Estado de Chiapas. No.7, 20 pp.
- 1975       EL ÚLTIMO TURQUITO.  Revista Supervivencia, 1 (4): 41-42.
- 1975      PANORAMA ECOLÓGICO DE CHIAPAS. VIII Serie de Mesas Redondas ‘Chiapas y sus Recursos Naturales Renovables, IMERNAR. 3-19.
- 1976      DATOS BIOLÓGICOS DEL PAVÓN (Oreophasis derbianus G.R. Gray). Revista de la UNACH, 1 (1): 43-54.
- 1977      LA POCO CONOCIDA BIOLOGÍA DE LAS ARAÑAS. Revista de la Universidad Autónoma de Chiapas, 1 (13): 51-79.
- 1977      A NEW TROGLODYTIC LIZARD (Reptilia, Lacertilia, Xantusidae) FROM MEXICO. Journal of Herpetology, 11 (1): 37-40, con H. Smith.
- 1978      AVES NOTABLES DE CHIAPAS Y PROBLEMAS PARA LA CONSERVACIÓN DE LA AVIFAUNA LOCAL. Memorias del 1.er Simposio Nacional de Ornitología, U.A.CH.  12-22.
- 1979      RIVER TURTLE IN DANGER. Oryx, 15 (2): 170-173, con R.A.Mittermier y J.B. Inverson.
- 1979      THE LAST TURQUITO. Animal Kingdom, 82 (1): 23-25.
- 1980      A RANGE EXTENSION FOR Thecadactylus rapicaudus (Gekkonidae) IN MEXICO, AND NOTES ON TWO ANAKES FROM CHIAPAS.Bulletim, Maryland Herpetological Society,  16 (2): 49-51, con O. Sánchez Herrera.
- 1981      SITUACIÓN ACTUAL DE LOS CRÁCIDOS EN CHIAPAS.Memoria del Primer Simposio Internacional de la Familia Cracidae, UNAM, 89-91.
- 1982      ALGUNA PROBLEMÁTICA DE LOS RECURSOS BIÓTICOS DE CHIAPAS. Revista de la Sociedad Mexicana de Geografía y Estadística, 1 (1): 29.
- 1985      NUESTRA CEGUERA. Revista de la Universidad Autónoma de Chiapas, Segunda época, 1: 43-45.
- 1985       IMPORTANCIA DE LAS MARISMAS Y EL GRAVE ERROR DE SECARLAS. Revista del Sureste, 2: 44-45.
- 1985     ¡ASÍ ERA CHIAPAS! - Cap. II.  PRIMEROS TIEMPOS EN CHIAPAS. Revista de la UNACH, Segunda Época, 2: 83-87.
- 1989      EL POPULAR NUCÚ. El Nucú, publicación de difusión sobre temas de fauna, IHN, No.1, 5 pp.
- 1989      LAS ATÍPIDAS (Atipidae). El Nucú, publicación de difusión sobre temas de fauna, IHN, No.2, 4pp.

Además de este material, el Dr. Álvarez del Toro escribió gran cantidad de artículos de difusión, opinión y reflexión acerca de los recursos naturales de Chiapas y de la naturaleza en general, publicados a lo largo de los años en diversos medios de comunicación.

## Impacto en la zoología
El trabajo de Miguel Álvarez del Toro tuvo un enorme impacto en distintas ramas del conocimiento de la zoología, sembrando a la vez la semilla para la conservación de la biodiversidad de Chiapas:

#### PALEONTOLOGÍA
Dando continuidad al trabajo iniciado por el profesor Eliseo Palacios Aguilera en los años 40s del siglo XX , Álvarez del Toro se encargó de resguardar las piezas fósiles de Chiapas y la Colección Paleontológica. En la actualidad esta Colección cuenta con reconocimiento nacional, siendo la base para la generación del conocimiento paleobiológico y geológico del estado. 

#### ENTOMOLOGÍA
Además de iniciar la Colección Entomológica del Instituto, a mediados de los 70 diseñó e instaló el primer vivario del zoológico. Como un reconocimiento a su contribución en este campo, distintos especialistas dedicaron a su nombre varias especies y subespecies de Artrópodos. 

#### HERPETOLOGÍA
Para los herpetólogos, su obra Los Reptiles de Chiapas sigue teniendo vigencia debido a que incluye una gran cantidad de observaciones de campo. Es probablemente el libro sobre reptiles más consultado y citado a nivel nacional e internacional. Entre otras muchas aportaciones, sus estudios y acciones de repoblamiento del cocodrilo de pantano (Crocodylus moreleti) posiblemente evitaron la extinción de esta especie. 

#### ORNITOLOGÍA
En el ámbito ornitológico dio a conocer la distribución de las aves dentro de la geografía chiapaneca y contribuyó con nuevos registros de especies. En términos generales, gran parte de sus trabajos fueron publicados en revistas ampliamente reconocidas a nivel mundial, como The Auk, The Condor, y The Living Bird.  Las sociedades científicas ornitológicas de más prestigio reconocieron su trayectoria, tal es el caso de la American Ornithologists' Union, la Cooper Ornithological Society y el Grupo de Especialistas en Aves Rapaces.  
En 1942, Álvarez del Toro inició lo que actualmente conforma la colección ornitológica más grande del Sureste de México, con una representatividad de más del ochenta por ciento de las especies registradas en Chiapas.  

#### MASTOZOOLOGÍA
Las investigaciones de Álvarez del Toro iniciadas en 1942 permitieron el conocimiento de la fauna silvestre del estado de Chiapas. Sus observaciones, plasmadas en su libro Los mamíferos de Chiapas son la base para los estudios mastozoológicos de la región. Sus artículos fueron publicados en medios reconocidos como el International Zoo Yearbook.

#### CONSERVACIÓN
Álvarez del Toro fue un promotor de la protección de los recursos naturales y a él se debe la actual existencia de un sistema de áreas protegidas en el estado de Chiapas como son las Reservas de la Biosfera Selva El Ocote, El Triunfo, La Encrucijada, La Sepultura y el Parque Educativo Laguna Bélgica, áreas que cobijan una muestra representativa de la fauna y flora del sur de México.